# Robert Le Flon
Pour les articles homonymes, voir Le Flon.
Robert Le Flon, né Robert Leflon le 27 septembre 1891 à Cambrai et mort le 13 avril 1974 à Villeneuve-Saint-Georges, est un acteur de théâtre et de cinéma français, actif de la fin des années 1920 au début des années 1960.

## Biographie

### Jeunesse et famille
Robert Leflon naît en 1891 à Cambrai, fils d'Adrien Leflon et Adèle Louise Banet, son épouse. Il a un frère, André, né trois ans avant lui. Leur père est greffier. Étudiant en droit au moment de sa conscription en 1911, Robert Leflon est réformé en 1914 pour rhumatisme articulaire.
Les deux frères, célibataires, vivent ensemble à Paris, au 27 rue de Bagnolet, en 1936,.

### Carrière
En dehors des rôles qu'il a interprétés tout au long d'une carrière artistique de plus de 35 ans tant au théâtre qu'au cinéma et à la télévision, on sait peu de choses de Robert Le Flon.
Au théâtre, il joue notamment à Paris, entre autres dans Victor ou les Enfants au pouvoir de Roger Vitrac (Comédie des Champs-Élysées, 1928, avec Max Dalban), Le Rendez-vous de Senlis de Jean Anouilh (Théâtre de l'Atelier, 1942, avec Michel Vitold et Georges Rollin) et La Jeune Fille à marier d'Eugène Ionesco (Théâtre de la Huchette, 1953, avec Claire Olivier).
Au cinéma, Robert Le Flon contribue à quelques films français (ou en coproduction), dont La Passion de Jeanne d'Arc de Carl Theodor Dreyer (1928, avec Renée Falconetti dans le rôle-titre), Zéro de conduite de Jean Vigo (1933, avec Jean Dasté et Henri Storck) et Les Pattes de mouches de Jean Grémillon (1936, avec Renée Saint-Cyr et Pierre Brasseur).
À la télévision française enfin, il apparaît dans plusieurs téléfilms d'origine théâtrale à partir de 1961. Sa carrière s'arrête après un dernier rôle dans L'Amour médecin, un téléfilm de Monique Chapelle diffusé sur la 2e chaîne de l'ORTF en septembre 1964.
Robert Le Flon meurt en 1974 à Villeneuve-Saint-Georges.

## Théâtre (sélection)
(pièces jouées à Paris)
- 1928 : Victor ou les Enfants au pouvoir de Roger Vitrac, mise en scène d'Antonin Artaud : Charles Paumelle (Comédie des Champs-Élysées)
- 1932 : Cabrioles de Roger Ferdinand : le capitaine (théâtre de l'Œuvre)
- 1935 : L'Heure H… de Pierre Chaine : le chef (théâtre de l'Humour)
- 1937 : Bureau central des idées d'Alfred Gehri : Amédée (théâtre de la Michodière)
- 1941 : Le Rendez-vous de Senlis de Jean Anouilh, mise en scène d'André Barsacq : le maître d'hôtel (théâtre de l'Atelier)
- 1942 : Le Bout de la route de Jean Giono : Barnabé (théâtre des Noctambules)
- 1947 : Nuits noire, adaptation par Marie-Rose Belin du roman Lune noire (The Moon Is Down) de John Steinbeck, mise en scène d'Henri Rollan (théâtre Saint-Georges)
- 1949 : Les Bonnes Cartes de Marcel Thiébaut : Lemoine (théâtre Gramont)
- 1951 : Danse sans musique (Dance Without Music), adaptation par Albert Gray et Henri-Charles Richard du roman éponyme de Peter Cheyney : Douglas Selby (théâtre des Noctambules)
- 1953 : La Jeune Fille à marier d'Eugène Ionesco, mise en scène de Jacques Polieri : le monsieur (théâtre de la Huchette)
- 1961 : William Conrad de Pierre Boulle : M. Malone (théâtre Récamier)

## Filmographie complète

### Cinéma
- 1928 : La Passion de Jeanne d'Arc de Carl Theodor Dreyer : un juge
- 1933 : Zéro de conduite de Jean Vigo : le surveillant Parrain Pète-sec
- 1936 : Les Pattes de mouches de Jean Grémillon : Busonier
- 1948 : Fort de la solitude de Robert Vernay

### Télévision

#### Téléfilms
- 1961 : La Reine morte de Lazare Iglésis : Don Eduardo
- 1962-1963 : Émission Le Théâtre de la jeunesse :
  - 1962 : Gavroche d'Alain Boudet : Basque
  - 1963 : Un pari de milliardaire de Marcel Cravenne : le valet Harry
  - 1963 : Jean Valjean d'Alain Boudet : Basque
- 1963 : La Chasse ou l'Amour ravi d'Alain Boudet : Claudio
- 1963 : Siegfried de Marcel Cravenne : Schmidt
- 1964 : L'Amour médecin de Monique Chapelle : M. Guillaume